# Society of Motion Picture and Television Engineers
La Society of Motion Picture and Television Engineers (Sociedad de Ingenieros de Cine y Televisión), abreviada SMPTE, es una asociación internacional en el campo de la tecnología profesional de cine y video con sede en White Plains, Nueva York. 
Como organización de normalización reconocida internacionalmente, ha publicado más de 800 normas técnicas y documentos relacionados para la radiodifusión, la realización de películas, el cine digital, la grabación de audio, la tecnología de la información y las imágenes médicas.

## Historia
La asociación fue fundada en 1916 como Society of Motion Picture Engineers (SMPE) para promover el desarrollo de normas y estándares, la investigación y las actividades científicas, y la comunicación en red y la educación en el mundo de las imágenes en movimiento, que evolucionaba rápidamente.
Con el advenimiento de la industria de la televisión en 1950, la palabra "Television" se agregó al nombre de la asociación. En consecuencia, la abreviatura cambió a SMPTE.
En los Premios de la Academia de 1958, la sociedad fue galardonada con un Oscar honorífico por sus logros.
En 2016, la SMPTE celebró su centenario durante su conferencia anual en Hollywood, del 24 al 28 de octubre, donde se realizó una exhibición de los inventos de C. Francis Jenkins en el Wayne County Historical Museum y una Gala del Centenario en el Ray Dolby Ballroom.

## Estándares

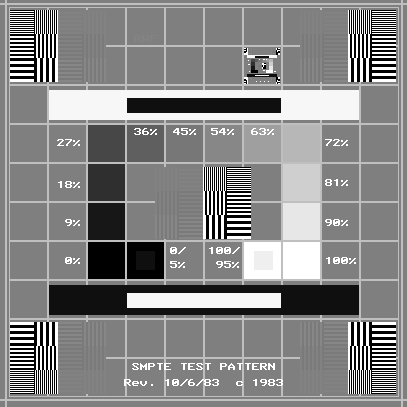
Recreación del patrón de prueba de diagnóstico por imágenes médicas SMPTE RP-133

Los documentos de normas SMPTE están protegidos por derechos de autor y pueden adquirirse en el sitio web de SMPTE o en otros distribuidores de normas técnicas. Los documentos normativos pueden ser adquiridos por el público en general.
Las normas más importantes promulgadas por la SMPTE que han desempeñado un papel decisivo son:
- Normas para casetes de vídeo y películas, desde 1964 hasta la actualidad
- Todos los formatos y medios de transmisión de cine y televisión, incluidos los digitales.
- Interfaces físicas para la transmisión de señales de televisión y datos conexos.
- Estandarización de código de tiempo: Código de tiempo SMPTE.
- Barras de color SMPTE
- Patrones de tarjetas de prueba y otras herramientas de diagnóstico
- Formato contenedor para datos profesionales de audio y video ldigita MXF.
- Normalización de la TVAD, 1981 hasta la actualidad
- IMD – SMPTE. Distorsión de intermodulación - Método SMPTE, un método de medición de distorsión en electroacústica
- SMPTE ST 421:2013 (códec de vídeo VC-1)